# Schönberg (Totes Gebirge)

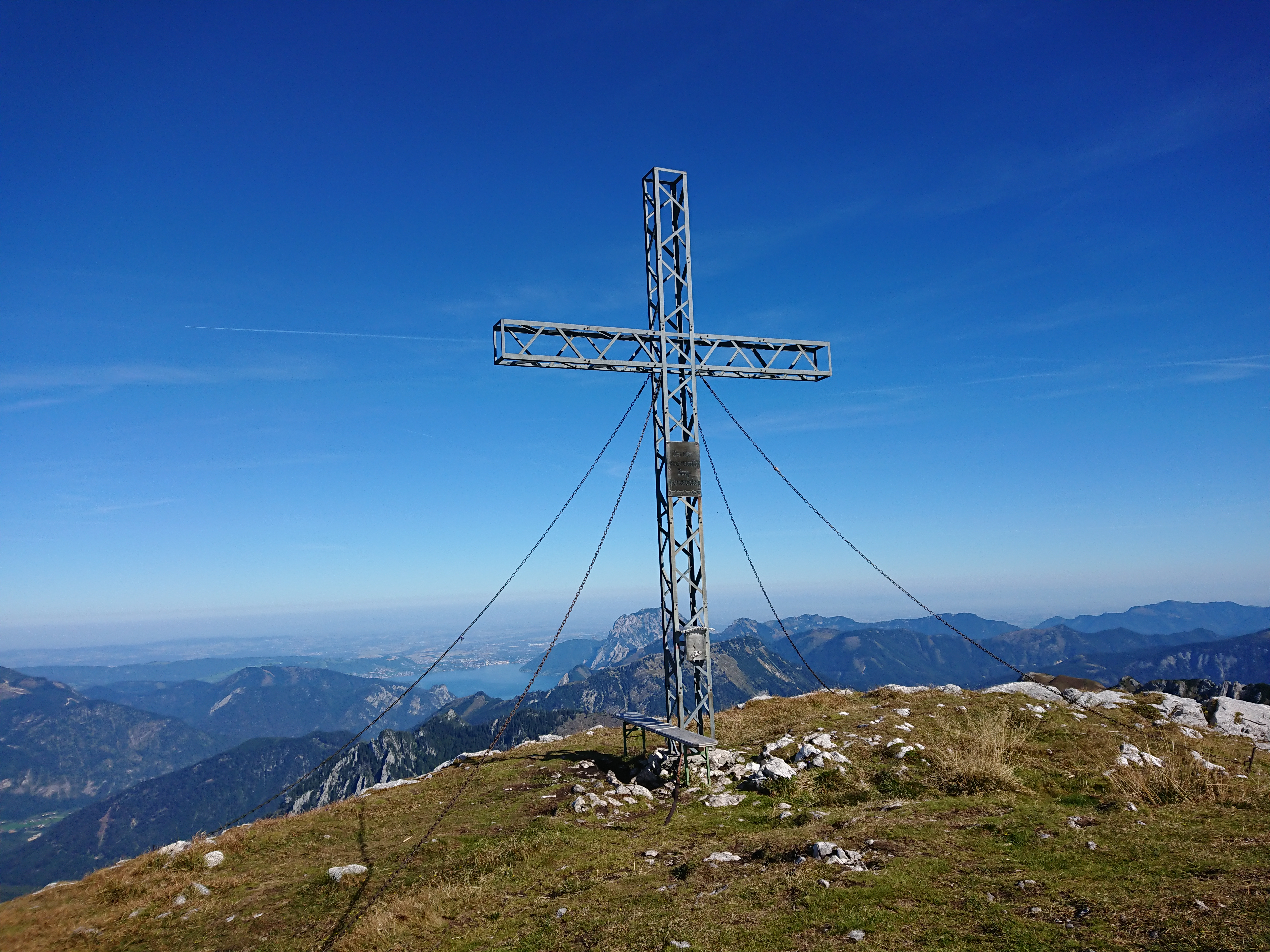
Gipfelkreuz des Schönbergs mit Ausblick Richtung Traunsee

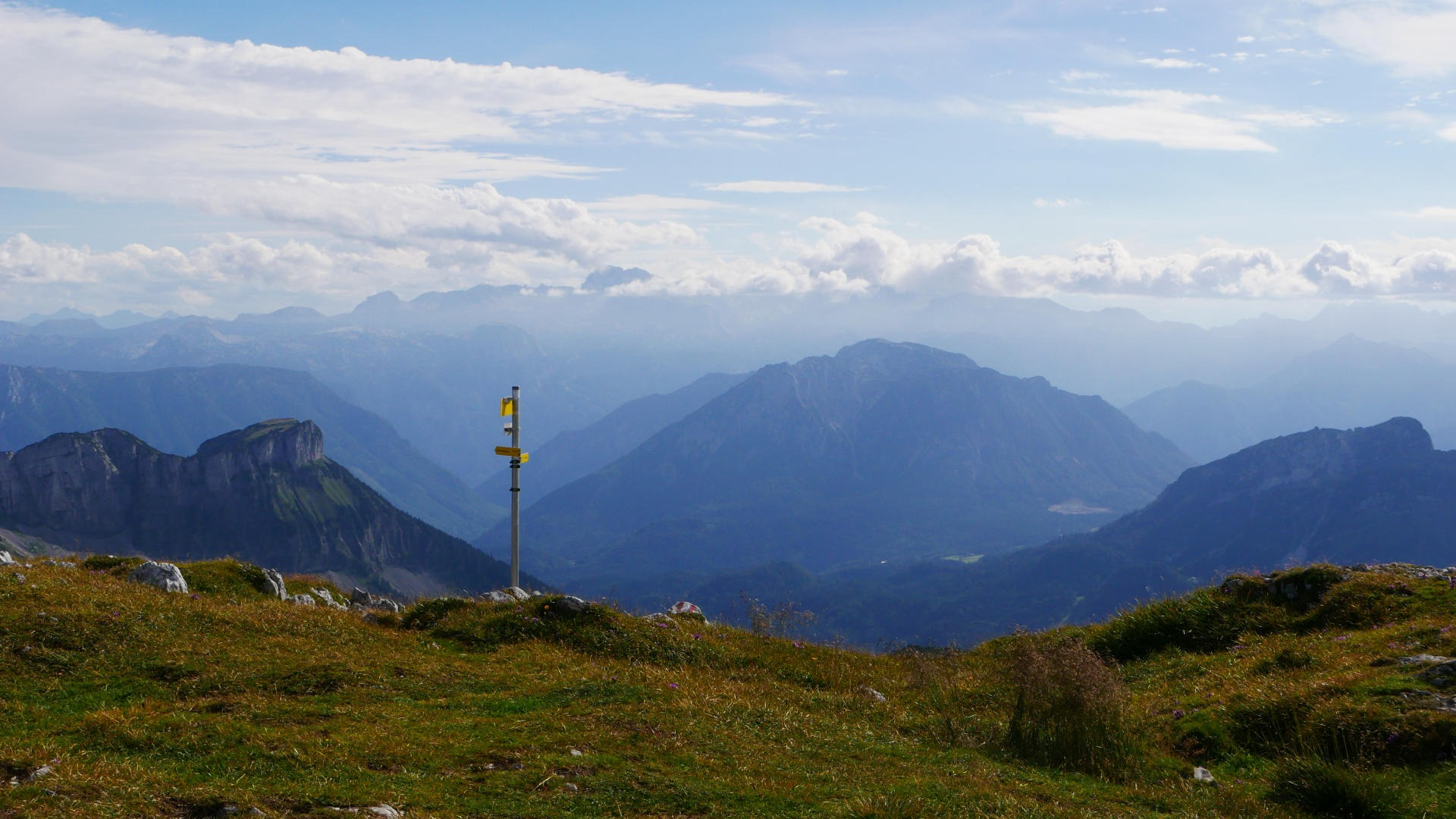
Blick vom Schönberg Richtung Dachstein. Der Sarstein im Vordergrund.

Der Schönberg oder Wildenkogel ist ein 2093 m ü. A. hoher Gipfel im Ausseerland an der Grenze der Steiermark zu Oberösterreich. Er bildet die höchste Erhebung des westlichen Toten Gebirges.

## Name
Aufgrund seiner im Norden zerklüfteten Erscheinungsform wird der Berg in Ebensee Wildenkogel genannt, während er vom Ausseerland und von Bad Ischl gesehen sanft erscheint und als Schönberg  bezeichnet wird. Der Name Schönberg leitet sich vom dialektal ähnlich klingenden Schellenberg ab, welcher sich auf die Runde Form des Gipfelaufbaus bezieht.

## Lage
Gegen Norden bricht der aus Dachsteinkalk der Obertrias aufgebaute Berg steil zum Offenseetal hin ab. Im Süden überragt er die mit Latschen bewachsene Hochfläche des Toten Gebirges zum Loser hin. Der Schönberg bildet einen Doppelgipfel. Im Westen befindet sich der mit 2090 m niedrigere Gipfel, während sich der 2093 m hohe Hauptgipfel etwa 150 m weiter östlich befindet. Am westlichen Gipfel des Schönbergs liegt beim Gipfelkreuz ein Gipfelbuch auf.

## Zustiege
- Von der Rettenbachalm (636 m) auf dem Weg 211 zur Ischler Hütte (1368 m). Von dort über den markierten Weg Nr. 211/226 zum Gipfel auf 2093 m. Gehzeit rund fünf Stunden.[1]
- Von der Blaa-Alm (894 m) über den versicherten Naglsteig (Weg Nr. 226) zur Ischler Hütte und von dort über den Weg Nr. 211/226 zum Gipfel, Gehzeit rund sechs Stunden.
- Von der Ischler Hütte (1368 m) am Weg Nr. 211/226 zum Gipfel, Gehzeit rund ca. 2½ Stunden.
- Vom Ebenseer Hochkogelhaus (1558 m) über die markierten Wege Nr. 230 bzw. 211/227 zum Gipfel, Gehzeit rund zwei Stunden.

## Übergänge
Über den markierten Weg Nr. 228/230/231 mit einer leichten Kletterstelle zum Rinnerkogel (2012 m), Gehzeit rund zwei Stunden.